# احمد مسعود
احمد مسعود (۱۹ تیر ۱۳۶۸) سیاستمدار تاجیک‌تبار افغانستان و فرزند احمد شاه مسعود است.  وی در نوامبر ۲۰۱۶ به عنوان مدیر بنیاد مسعود منصوب شد و در ۵ دسامبر ۲۰۱۹ در آرامگاه پدرش در درهٔ پنجشیر به عنوان جانشین وی معرفی شد. در ۱۵ اوت ۲۰۲۱ مسعود به دره پنجشیر رفت و ائتلاف را با نام جبهه مقاومت ملی افغانستان یا مقاومت دوم علیه طالبان ایجاد کرد.

## اوایل زندگی و تحصیلات
احمد مسعود در ۱۰ ژوئیهٔ ۱۹۸۹ در جمهوری دموکراتیک افغانستان به دنیا آمد. او بزرگ‌ترین فرزند و تنها پسر احمد شاه مسعود است. در سپتامبر سال ۲۰۰۱، زمانی که دوازده ساله بود، پدرش توسط القاعده به قتل رسید. او پس از این اتفاق به همراه پنج خواهرش به ایران آمدند. مسعود پس از حدود یک دهه زندگی در ایران، با اتمام تحصیلات ابتدایی و دبیرستان، برای ادامهٔ تحصیل به بریتانیا رفت و یک سال را در یک دورهٔ نظامی در آکادمی نظامی سلطنتی سندهرست گذراند. در سال ۲۰۱۵ مدرک کارشناسی خود را در مطالعات جنگ از دانشگاه کینگز لندن و در سال ۲۰۱۶ کارشناسی ارشد در سیاست بین‌المللی را از دانشگاه لندن سیتی دریافت کرد.

## سابقهٔ سیاسی
در سال ۲۰۱۶ مسعود به افغانستان بازگشت و به عنوان مدیر عامل بنیاد مسعود منصوب شد. از ماه مارس ۲۰۱۹، مسعود رسماً وارد سیاست شد.
او ایدهٔ پدرش را از یک «مدل سوئیس» برای روابط داخلی قدرت در افغانستان تأیید می‌کند و بیان کرد که تمرکززدایی دولت و غلظت‌زدایی قدرت از کابل به ولایت‌های کشور راه حلی برای تخصیص منابع و تمرکز قدرت ارائه می‌کند و نتیجهٔ آن رفاه و ثبات برای تمام کشور است. او در گفت‌وگویی با روزنامه شرق می‌گوید: «چیزی که آرزو دارم این است که ایران، افغانستان، تاجیکستان، ازبکستان و حتی جمهوری آذربایجان برسیم به یک نکته با این درک و فهم که همه ما مربوط به یک حوزه مشترک تمدنی هستیم. [...] این تنوع‌ها را به عنوان زیبایی‌های حوزه تنوعی مان بدانیم در اشتراکات و نزدیک شدن این حوزه تمدنی که برای تمام کشورها از جمله افغانستان، ایران و ازبکستان یک قدرت و قوت عجیب و فوق‌العاده می‌دهد.»

## مناقشهٔ پنجشیر

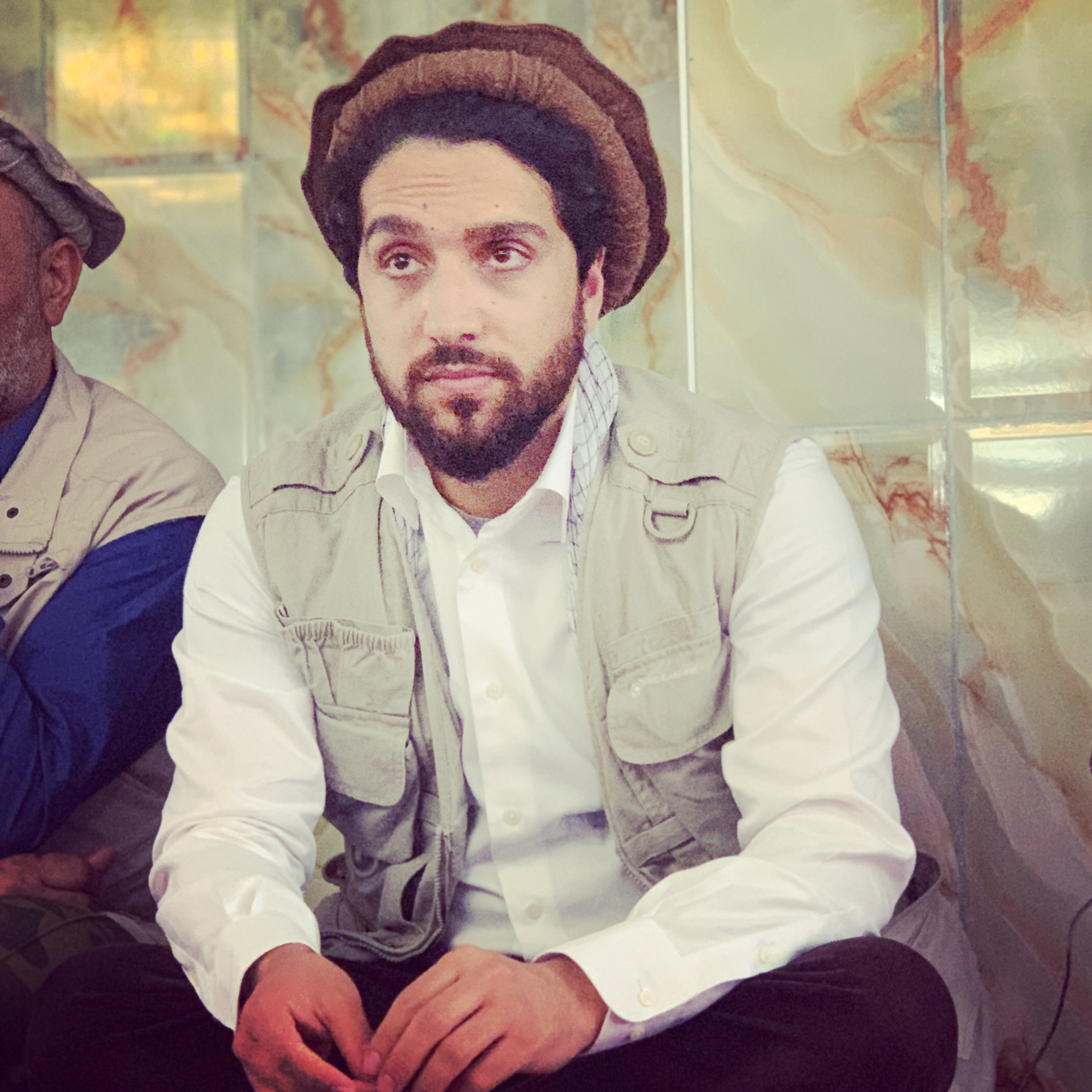
احمد مسعود

مسعود در ۲۰۱۹ به روند صلح افغانستان اعتراض کرد و معتقد بود که منافع همهٔ مردم افغانستان در آن در نظر گرفته نشده‌است و حکومت طالبان یک حکومت تک قومی و افراط گرا علیه ملت افغانستان هست و با گذشتهٔ خود هیچ فرقی را ایجاد نکرده‌است. در سپتامبر همان سال او اعلام کرد که یک ائتلاف جدید از رهبران مجاهدین شمال برپایهٔ ائتلاف شمال، که با طالبان در دهه ۱۹۹۰ می‌جنگیدند و نبردهایشان به رهبری احمدشاه مسعود به باز پس‌گیری کابل انجامید، ایجاد می‌کند.
این ائتلاف با نام جبهه مقاومت در برابر طالبان یا مقاومت دوم، یکی از چندین نیروهای نظامی مستقل ساخته شده پیش از خروج نظامی ایالات متحده در افغانستان است. در پی هجوم طالبان و سقوط کابل، مسعود و معاون اول رئیس‌جمهور امرالله صالح در پنجشیر ملاقات کرده و اعلام کردند که حکومت طالبان را قبول نمی‌کنند. او در درخواستی بین‌المللی در ۱۸ اوت ۲۰۲۱ از کشورهای غربی خواست تا به مقاومت، پشتیبانی نظامی و لجستیکی ارائه کنند.
احمد مسعود پس از تصرف کشور افغانستان توسط نیروهای طالبان از مردم خواست به پنجشیر بروند و به مقاومت علیه طالبان بپیوندند. وی ایستادگی پنجشیر در شمال افغانستان را ایستادگی نمادین برای کل افغانستان توصیف کرد.
در ۶ سپتامبر، با شکست مقاومت ولایت پنجشیر و پیروزی طالبان و چیرگی کامل این گروه بردره پنجشیر، مسعود از پنجشیر گریخت و به مکان نامعلومی پناه برد و اعلام کرد که ایستادگی در برابر طالبان همچنان ادامه خواهد داشت. بر پایه اطلاعات آمریکا، دو مقام ارشد سابق حکومت افغانستان و یک مشاور پنتاگون، احمد مسعود مدت کوتاهی پس از تسخیر دره پنجشیر به دست طالبان در ۶ سپتامبر به همراه امرالله صالح معاون سابق رئیس‌جمهور به تاجیکستان انتقال یافتند. اما همچنان نیروهای وابسته به مقاومت ملی افغانستان در حال نبرد چریکی در ولایات شمالی افغانستان و آسیب به مواضع نیروهای طالبان می‌باشند